# Jehannot de Lescurel

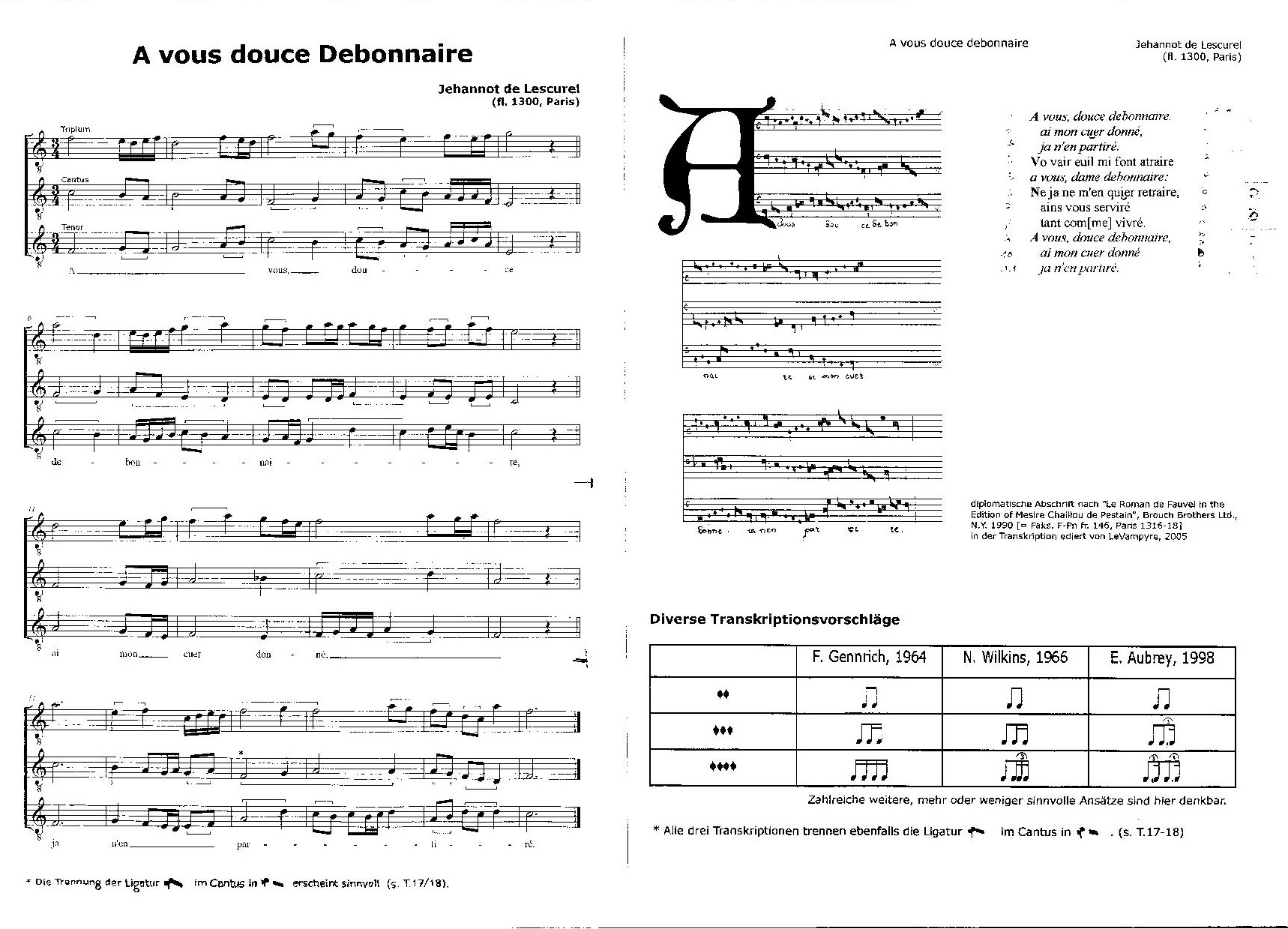
Das Rondo A vous douce debonnaire von Jehannot de Lescurel

Jehannot de Lescurel oder Jehannot de l’Escurel (* unbekannt; † 23. Mai 1304) war ein Trouvère und Wegbereiter der Ars Nova in Paris.

## Leben
Über das Leben des Jehannot oder Jehan de Lescurel ist nur wenig bekannt. Sein Name taucht in einer einzigen Handschrift des von Gervais du Bus zusammengestellten Roman de Fauvel auf. Lescurel gilt als der Sohn eines Grundbesitzers und Bürgers von Paris mit Namen Pierre a L’Escurel. Als Mutter wird Aalis à L’Escurel, eine Buchhändlerin angenommen. Die Namen der Eltern tauchen in verschiedenen Steuerrollen der Jahre 1296 bis 1300 auf. Inwieweit der Name L’Escurel verbreitet war, bleibt im Dunkeln. Nach der Konvention ist Jehannot de Lescurel in Paris und der Ile de France an der Wende des XIII. zum XIV. Jahrhundert als Kleriker, Dichter und Musiker nachweisbar. Nach Charles-Victor Langlois (1927), wurde er 1304 mit drei Komplizen am gemeinsamen Galgen der Diebsleute wegen Vergewaltigung, Mord und Diebstählen gerichtet. Eine Bestätigung dieses Sachverhaltes findet sich auch in der Biographie von Mary und Richard Rouse, allerdings mit der Einschränkung, dass es sich bei „Jehan de Lescurel“ um einen recht häufigen Namen handelte und eine Verbindung zwischen dem Trouvère und dem Delinquenten nicht nachweisbar ist. Zwei Pariser Chroniken zufolge wird die Hinrichtung einiger Kleriker wegen der Vergewaltigung von Nonnen 1303 berichtet. In diesem Zusammenhang ist der Name des beteiligten Jehan de L’Escurel genannt. Eine Urkunde der Kathedrale Notre Dame de Paris berichtet, dass das Vermögen dieses Jehan an diese Kirche überging. Mehr oder sicherere Fakten bestehen nicht.

## Werk
Das musikalische Werk Lescurels wird als Übergang von der einstimmigen Musik der Trouvères zur mehrstimmigen Ars Nova angesehen. Das Werk selbst ist originell, von hoher Qualität und Kohärenz der Komposition. In größerem Zusammenhang haben sich seine Werke einzig im Anhang zum handgeschriebenen Kodex des Roman de Fauvel in der Bibliothèque nationale erhalten (fonds français 146), es handelt sich um Rondos, Balladen und Virelais. Das einzig erhaltene vielstimmige Rondo zu drei Stimmen A vous douce debonnaire bezeugt den Übergang der Kunst der Trouvères zu Guillaume de Machaut. Zusammengenommen zählt das überlieferte Werk 21 Balladen, 11 Rondeaus und 2 Dits.

## Werkausgaben
- Anatole de Montaiglon: Chansons, ballades er rondeaux de Jehannot de Lescurel, poète du XVIe Siècle / publ. pour la première fois, d’après un manuscrit de la Bibliothèque Imperiale par Anatole de Montaignon. Bibliothèque elzévirienne; 37, Paris, 1855, XI, 30 S., Reprint: Klaus, Nedeln 1972
- Friedrich Gennrich (Hrsg.): Balades, rondeaux et diz entez sus refroiz de rondeaux / Jehannot de L’Escurel, Summa musicae medii aevi. Monumenta, Langen bei Frankfurt 1964, XIV, 82 S., Notenbeispiele
- Nigel E. Wilkins: The Works of Jehan de Lescurel / ed. from the ms. Paris N.N., f. fr. 146 by Nigel Wilkins. Corpus mensurabilis musicae 30, American Inst. of Musicology, Rom 1966, VII, 40 S.
- ''Songé .i. songe": Jehan de Lescurel. Chansons et Dit enté "Gracieus Temps", mediabook with a disc by the ensemble Syntagma and essay by E.Danilevski, ed. Facsimile-Records, 2015, EAN: 3 003651 420002